# Plouhinec (Morbihan)
Plouhinec è un comune francese di 5 017 abitanti situato nel dipartimento del Morbihan nella regione della Bretagna.

## Società

### Evoluzione demografica
Abitanti censiti

## Amministrazione

### Gemellaggi
- Kilkee, Irlanda
- Weidenberg, Germania